# Elizabeth King Ellicott

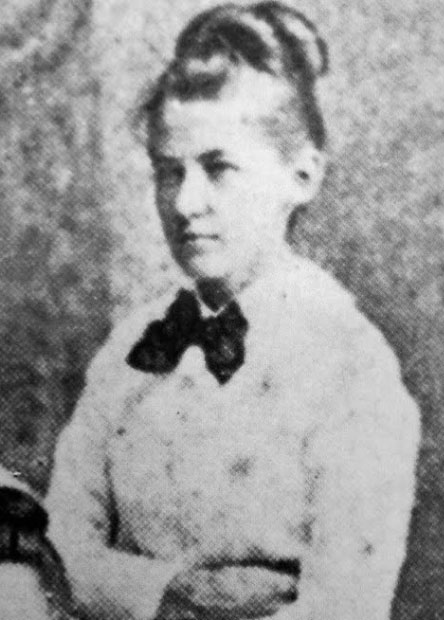
Elizabeth King Ellicott, 1914

 Elizabeth King Ellicott  (* 1858 in Baltimore, Maryland; † 14. Mai 1914) war eine US-amerikanische Suffragistin und Philanthropin.

## Leben und Werk
King Ellicott wurde 1858 in eine prominente Baltimore-Familie geboren. Nachdem ihre Mutter gestorben war, wuchs sie mit ihrer Cousine Martha Carey Thomas auf. Zusammen besuchten sie das Howland Institute in New York. 1885 eröffnete sie mit ihren vier Freundinnen Julia Rebecca Rogers, Mary Garrett, Martha Carey Thomas und Mary Gwinn die Bryn Mawr School for Girls in Baltimore. Dieselbe Gruppe spendete vier Jahre später 500.000 US-Dollar an die Johns Hopkins University unter der Bedingung, dass Frauen die medizinische Universität besuchen dürfen.

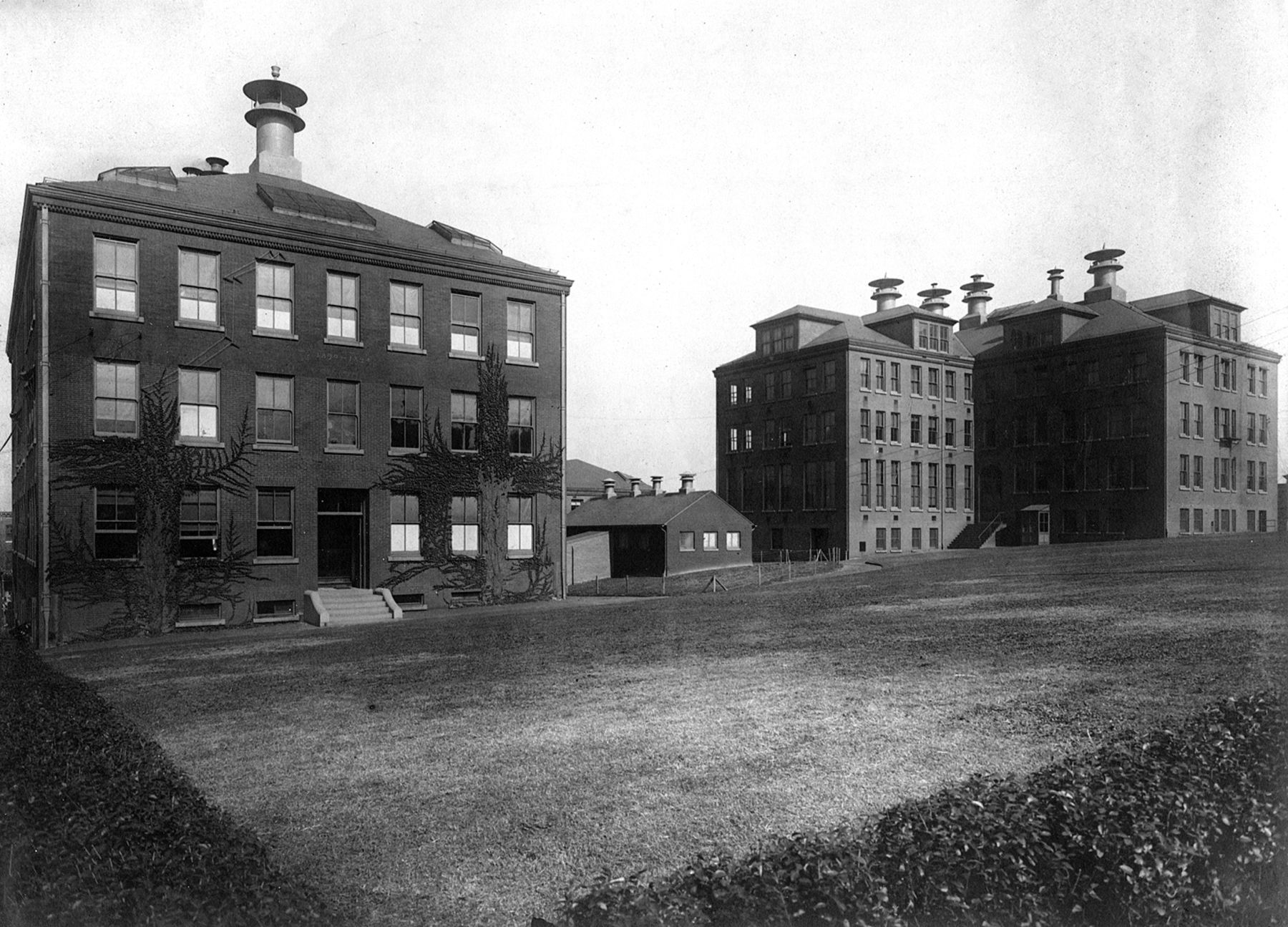
Johns Hopkins Medical School Women’s Fund Memorial Building and Physiological, 1912

1894 gründete sie den Women’s Literary Club und den Arundel Club in Baltimore. 1900 fusionierte der letztere Club mit der Maryland Federation of Women’s Clubs und King Ellicott wurde zur Präsidentin des Verwaltungsrates gewählt. 1909 heiratete sie den Architekten William Ellicott, den Erben eines Mehlmühlenvermögens. Nach ihrem Rücktritt aus dem Vorstand, engagierte sie sich in der Wahlrechtsbewegung. Sie organisierte die Equal Suffrage League von Baltimore aus der fast aufgelösten Livermore Equal Rights League heraus. Diese Liga arbeitete eng mit dem Maryland Woman Suffrage Vereinigung zusammen. King Ellicott widmete die späteren Jahre ihres Lebens dem Kampf für das Frauenwahlrecht. Sie wurde während dabei von Politikern oder sogar von anderen Suffragisten gehemmt, aber sie hörte nie auf, sich dafür einzusetzen. King Ellicott verfolgte ständig ihre Vision zur Förderung ihres Geschlechts durch das Wahlrecht und als Visionärin ist ihr Gedenken in der Maryland Women’s Hall of Fame gewürdigt.
Nach jahrelanger Krankheit starb sie 1914 und überließ etwa 250.000 US-Dollar an viele Einrichtungen. Ein großer Teil des Geldes floss in die Einrichtung des Elizabeth King Ellicott-Stipendiums für die politische Bildung von Frauen am Goucher College.